# Johann von Tritheim
Johann von Tritheim (lat. Johannes Trithemius), pravim imenom Johann von Heidenberg (Trittenheim, 1. veljače 1462. – Würzburg, 13. prosinca 1516.), njemački svećenik, povjesničar, teolog, kriptograf i okultist.
Tijekom života ostvario znatan utjecaj na kasniji razvoj okultizma, a bio je Agrippin i Paracelsusov učitelj. Za pseudonim usvojio je latinizirani oblik imena svoga rodnog mjesta, sela Trittheim na rijeci Moselle.

## Životopis
Rodio se 1462. godine u selu Tritheim na rijeci Moselle u vinogradarskoj obitelji Heidenberg. Odrastao je uz očuha koji je zanemarivao njegov odgoj, pa je u mladenačkoj dobi pobjegao od kuće. Studirao je u Trieru, u Nizozemskoj te u Heidelbergu, a 1482. godine boravio je tijekom putovanja je u benediktinskom samostanu Sponheim kraj Kreuznacha. Opat samostana Heinrich von Holzhausen uočio je njegov talent i zadržao ga. Dana 8. prosinca iste godine, Tritheim je položio zavjete postao redovnik.
Već je iduće godine izabran za opata samostana i na tom položaju se iskazao, pretvorivši siromašni i oronuli samostan u nezaobilaznu postaju hodočasnika. Uredio je samostansku knjižnicu, koja je 1505. godine brojila gotovo 2.000 svezaka i učinio samostan važnom obrazovnom institucijom.
Godine 1506. morao se povući s položaja opata i napustiti samostan, da bi zauzvrat prihvatio istu funkciju u malom samostanu sv. Jakova kod Würzburga gdje je proveo ostatak života.
Iako se javno zalagao za djelovanje inkvizicije, Tritheimu tradicija pripisuje bavljenje magijom, alkemijom, kabalom i astrologijom. Godine 1499. optužen je kao "bezbožni lažac", a sumnjalo se i da posluje s demonima. Sam Tritheim nije se osobito trudio odbaciti takve optužbe. Štoviše, pisao je knjige o magiji i alkemiji, nastoječi ustanoviti metodu prizivanja nepoznatih i natprirodnih sila, koje bi mu omogućile manipulaciju stvarnošću. Te sile smatrao je anđeoskim, a svoju praksu anđeoskom ili bijelom magijom.

## Steganographia
Njegovo najpoznatije djelo je "Steganographia" napisano o. 1499. godine (izdano 1606.). U osnovi radi se o djelu o magiji, odnosno o korištenju duhova za komunikaciju na daljinu. Međutim, mnogo više, to je knjiga o kriptografiji i steganografiji, jer sadrži kriptirane poruke koje se tek na izvanjskoj formi čine kao navodni magijski tekstovi.
Prva dva sveska Steganographije mogu se doista objasniti kao konstruktivna uporaba kodiranih šifri i bezopasnih načina prenošenja tajnih poruka, kako su to dokazali znanstvenici, poput W. E. Heidela, još u 17. stoljeću. Međutim, treća knjiga, koja je ostala nedovršena, ne donosi skrivene šifre i teško ju je objasniti na takav način, te se može smatrati okultnim djelom.
Knjiga je već 1609. dospjela na Indeks zabranjenih knjiga zbog svoje crnomagijske reputacije. S Indeksa je maknuta tek 1900. godine.

## Djela
- De viris illustribus ordinis sancti Benedicti, (1492.)
- Liber de scriptoribus ecclesiasticis, (1494.)
- Steganographia (o.1499.)
- Nepiachus, (1507.)
- Antipalus maleficiorum (1508.)
- De septum secundeis ili Chronologia mystica (1508.)
- De origine gentis Francorum compendium, (1514.)
- Liber octo quaestionum, (1515.)
- Polygraphia (1518.)[6]